# 20454 Pedrajo
20454 Pedrajo è un asteroide della fascia principale. Scoperto nel 1999, presenta un'orbita caratterizzata da un semiasse maggiore pari a 2,4709786 UA e da un'eccentricità di 0,1538565, inclinata di 6,94477° rispetto all'eclittica.